# Дрейдъл
Дрейдълът (на идиш: דרײדל – дрейдъл, на иврит: סביבון – севиво́н) е четиристранен пумпал, с който според семитската традиция си играят еврейските деца по време на еврейския празник Ханука. Той е вариант на титотум, играчка за залагания, позната в много европейски култури.